# コミジャ
コミジャ（クロアチア語: Komiža）はクロアチア西岸のアドリア海に浮かぶ、ヴィス島にある小都市及び基礎自治体で人口は1,677人である。

## 地勢
コミジャは中央ダルマチアの沿岸からもっとも遠く離れた島であるヴィス島に位置し、クロアチア本土からは約50km離れている。標高587mのフム（Fum）丘陵の麓に位置する。コミジャには郡道と国道D117号線の2つの道路が通り、ヴィスなどと結ばれている。スプリトとはフェリーが唯一の交通手段となっている。

## 気候
コミジャは1月の平均気温が8.9℃と比較的温暖で、夏は暑く陸側へ風が吹きクロアチア中では最も穏やかな気候である。地中海性の植生で、ヤシやキャロブ、オリーブ、葡萄などが栽培されている。年平均降水量は750mmで、飲料水は自然の源泉から得ている。また、ヴィス島は12種の植物の原生地でもある。

## 歴史・文化
コミジャが最初に言及されたのは12世紀のことで、城砦が港に築かれたのは1585年のことである。13世紀、ベネディクト会修道士によってマスターと呼ばれる聖ニコラス修道院が設立された。修道院の中心となるロマネスク建築の教会と半円形のアプスは13世紀以来のものである。14世紀から17世紀にかけての期間、大きな5つの身廊の教会が建てられている。中央の身廊は16世紀に遡り、大きなバロックの教会は1652年からのものである。2つの高い正方形の塔は元来の修道院の城壁のロマネスク建築を保っている。教会上の塔は1770年に鐘楼へ変わった。
聖母グサリツァ教会（Gusarica）)は同じ大きさの3つの身廊が一つずつである教会で構成されている。それぞれ、内部のアーチでつながっている。もっとも古いものは真ん中の教会で16世紀以来のものである。両サイドの教会はそれぞれ17世紀と18世紀以来のものとなっている。この教会で特徴的なものは1670年からのバロックの祭壇とオルガンで、著名な17世紀からの銀の聖女ロザリーのレリーフである。
城砦教会である聖ロコ教会（Rocco）は1763年に建てられ、新教会は1756年に遡る。アール・ヌーヴォーの建物は20世紀に建築家A. Bezicの働きによって建てられるようになった。

## 経済
コミジャの経済は農業、ワイン醸造、漁業や魚介の加工、養殖、近年では観光業が基盤となっている。湾が深く入り込む東岸では多くの小石が多いビーチが広がる。観光客には多くの質の良い宿泊施設や海産物が提供され、多くの修道院や城砦など文化的な見所も多い。スポーツなどのレクレーション施設も充実している。また、コミジャはワインの産地としても有名である。

## みどころ
コミジャはビシェヴォ島に近い場所として知られ、毎年1万人の観光客がアドリア海では珍しい青い洞窟（Modra Spilja） を訪れる。また、13世紀来である聖ニコラスの女子修道院や16世紀来の港にあるヴェネチア様式の城砦、バロック様式の教会も主な見所となっている。コミジャはヨゼ・ボルツィ国際バレエ学校（Joze Borcic）の本拠地で夏には生徒によるバレエ、ポップ、モダンジャズダンスなどが町で披露される。他に毎年、コミジャでは漁業の文化を祝す行事である「漁夫の夜」リバルスカ・ノチュ（Ribarska Noč）が行われ、花火大会や多くの伝統的な食事や土産品が店で提供される他、子供のカヤックレースなども行われる。